# George Simpson (velocista)
George Sidney Simpson (Columbus, 21 settembre 1908 – Columbus, 2 dicembre 1961) è stato un velocista statunitense, medaglia d'argento nei 200 metri piani ai Giochi olimpici di Los Angeles 1932.

## Biografia
È stato il primo atleta a far registrare il tempo di 9"4 sulle 100 iarde nel 1929. Tuttavia, tale prestazione non fu considerata record mondiale in quanto, nonostante il cronometraggio fu effettuato secondo le regole, l'atleta decise di usare i blocchi di partenza, che all'epoca non erano ancora stati approvati dalla federazione internazionale di atletica leggera.
Prese parte ai Giochi olimpici di Los Angeles 1932 dove si piazzò al quarto posto nei 100 metri piani, ottenendo il suo record personale di 10"5, e dove vinse la medaglia d'argento nei 200 metri piani con il tempo di 21"4.

## Palmarès
| Anno | Manifestazione  | Sede        | Evento      | Risultato | Prestazione | Note                          |
| ---- | --------------- | ----------- | ----------- | --------- | ----------- | ----------------------------- |
| 1932 | Giochi olimpici | Los Angeles | 100 m piani | 4º        | 10"5        | Miglior prestazione personale |
| 1932 | Giochi olimpici | Los Angeles | 200 m piani | Argento   | 21"4        |                               |